# Корвин-Круковский, Василий Васильевич (архитектор)
Василий Васильевич Корвин-Круковский (1861 — 1912) — русский архитектор. Техник и инженер Санкт-Петербургского градоначальства (1893—1911). Статский советник.

## Биография
Из дворянского рода Корвин-Круковских. Первоначальное образование получил во Второй Санкт-Петербургской гимназии, после чего в 1885 году поступил Институт гражданских инженеров. Окончил институт в 1889 году со званием гражданского инженера и чином X класса. 
Поступил техником в управление работ по устройству петербургского порта, а затем перешёл на службу во временное Управление казённых железных дорог. В 1891 году был командирован на строительство Принаревской железной дороги, где занимался составлением проектов гражданских сооружений. С 1893 по 1911 год — техник и инженер Санкт-Петербургского градоначальства. Архитектор строительной экспедиции при Ведомстве учреждений императрицы Марии (с 1899 по 1911 год). Скончался в 1912 году.

## Проекты и постройки

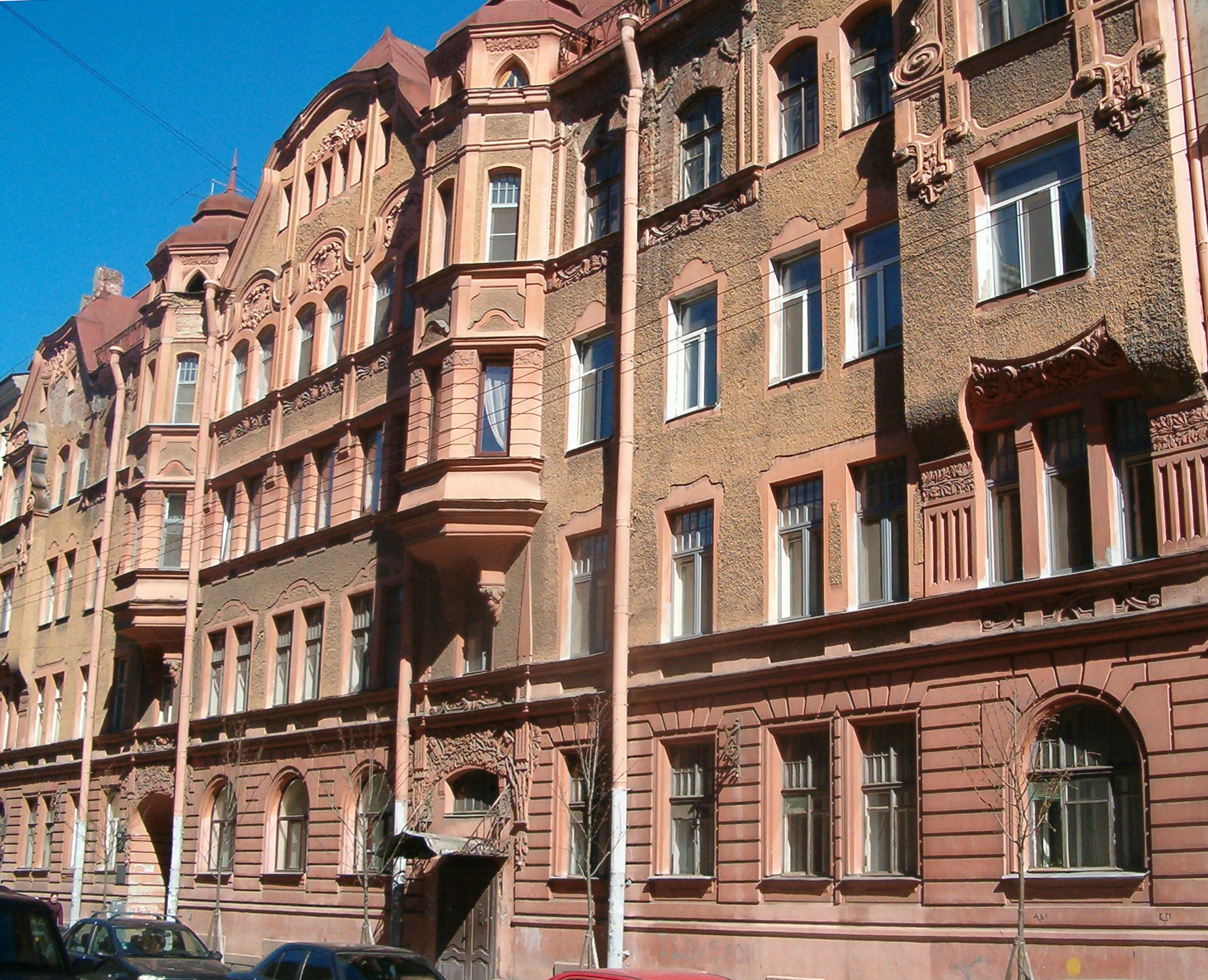
Доходный дом А. М. Васильева. Гатчинская улица, 11 (1901—1902, завершён В. В. Шаубом)

- Здание приюта-лечебницы общества попечения о больных и бедных детях. Большой проспект Васильевского острова, 83б(?) (1894—1895, не сохранилось)[5].
- Доходный дом В. В. Корвин-Круковского (перестройка). Английский проспект, 28 / улица Декабристов, 58 (1896, надстроен)[6].
- Доходный дом Г. И. Дурнякина (изменение фасада). Улица Пестеля, 3 (1897)[7].
- Доходный дом (расширение). Гончарная улица, 24 (1898)[8].
- Конторские здания Р. Ш. Бронштейн (левая и правая части). 8-я Красноармейская улица, 20 (1898)[9].
- Газгольдеры Газового общества для освещения Петербургской и Выборгской сторон. Газовая улица, 12 (1900, 1902)[10][11].
- Доходный дом (надстройка). Конная улица, 5 (1897—1901, завершена В. В. Шаубом)[12].
- Доходный дом А. М. Васильева. Гатчинская улица, 11 (1901—1902, завершён В. В. Шаубом)[13].  памятник архитектуры (вновь выявленный объект)[14]
- Здание бань Ф. К. Кудрявцева (левая часть). Курская улица, 11 (1905)[15].
- Доходный дом. Английский проспект, 58 (1910)[16].
- Доходный дом А. С. Каценельсона. Малый проспект Петроградской стороны, 42 / Большая Зеленина улица, 2 (1910, начат С. Г. Гингером, завершён Д. А. Крыжановским)[17].  памятник архитектуры (вновь выявленный объект)[14]
- Комплекс зданий Товарищества Санкт-Петербургского вагоностроительного завода; здание малярной мастерской — памятник архитектуры федерального значения. Московский проспект, 115 (1897—1913, совместно с Н. А. Архангельским)[18].  памятник архитектуры (вновь выявленный объект)[14]. На этой же территории располагается литейный цех, построенный В. В. Корвиным-Круковским в 1902 году[19], также  памятник архитектуры (вновь выявленный объект)[14] и ряд зданий, построенных по проектам других архитекторов[14].